# زلزال شيلكا 2022
زلزال شيلكا 2022 ضرب زلزال مقاطعة ليما في بيرو في 12 مايو 2022. تسبب الزلزال في أضرار طفيفة وبعض الإصابات في منطقة ليما. انهارت عدة منازل بسبب الزلزال.

## الزلزال
وقع الزلزال جنوب شرق العاصمة البيروفية ليما. تمركزت على بعد 11 كم شمال غرب سان بارتولو. كان الحد الأقصى للزلزال من الدرحة السابعة (قوي جدًا) على مقياس ميركالي المعدل في سان بارتولو، وشدة V (معتدلة) في ليما.

### أحداث أخرى
قبل أربعة أشهر من حدث مايو ضرب زلزال بقوة 5.6 درجة المنطقة نفسها. تسبب هذا الزلزال في إصابة 39 شخصًا وتدمير اثني عشر منزلاً وتسبب في انهيارات صخرية في منطقة ليما.